# Fufius
Genre
Synonymes
- Phrissaecia Simon, 1892
- Hermorhachias Mello-Leitão, 1941
- Metriura Drolshagen & Bäckstam, 2009

Fufius est un genre d'araignées mygalomorphes de la famille des Rhytidicolidae.

## Distribution
Les espèces de ce genre se rencontrent en Amérique du Sud, en Amérique centrale et à la Trinité.

## Liste des espèces
Selon World Spider Catalog (version 23.0, 26/02/2022) :
- Fufius albovittatus (Simon, 1891)
- Fufius annulipes (Mello-Leitão, 1941)
- Fufius antillensis (F. O. Pickard-Cambridge, 1899)
- Fufius atramentarius Simon, 1888
- Fufius auricomus (Simon, 1891)
- Fufius candango Ortega, Nagahama, Motta & Bertani, 2013
- Fufius ecuadorensis (Simon, 1892)
- Fufius funebris Vellard, 1924
- Fufius jalapensis Ortega, Nagahama, Motta & Bertani, 2013
- Fufius lanicius (Simon, 1892)
- Fufius lucasae Guadanucci & Indicatti, 2004
- Fufius minusculus Ortega, Nagahama, Motta & Bertani, 2013
- Fufius striatipes (Drolshagen & Bäckstam, 2009)

## Systématique et taxinomie
Ce genre a été décrit par Simon en 1888 dans les Aviculariidae. Il est placé dans les Cyrtaucheniidae par Raven en 1985 puis dans les Rhytidicolidae par Montes de Oca, Indicatti, Opatova, Almeida, Pérez-Miles et Bond en 2022.
Phrissaecia a été placé en synonymie par Simon en 1903.
Hermorhachias a été placé en synonymie par Raven en 1985.
Metriura a été placé en synonymie par Bertani, Fukushima et Nagahama en 2012.

## Publication originale
- Simon, 1888 : « Études arachnologiques. 21e Mémoire. XXIX. Descriptions d'espèces et de genres nouveaux de l'Amérique centrale et des Antilles. » Annales de la Société Entomologique de France, sér. 6, vol. 8, p. 203-216 (texte intégral).